# Дроздово (Підляське воєводство)
Дроздово (пол. Drozdowo) — село в Польщі, у гміні Пйонтниця Ломжинського повіту Підляського воєводства.
Населення — 694 особи (2011).
У 1975-1998 роках село належало до Ломжинського воєводства.

## Демографія
Демографічна структура станом на 31 березня 2011 року:
|          | Загалом | Допрацездатний вік | Працездатний вік | Постпрацездатний вік |
| -------- | ------- | ------------------ | ---------------- | -------------------- |
| Чоловіки | 339     | 72                 | 225              | 42                   |
| Жінки    | 355     | 87                 | 190              | 78                   |
| Разом    | 694     | 159                | 415              | 120                  |